# For His Sake (film 1911)
For His Sake è un cortometraggio muto del 1911. Il nome del regista non viene riportato nei credit del film di genere drammatico che, prodotto dalla Reliance Film Company, aveva come interpreti Henry B. Walthall, Marion Leonard, Gertrude Robinson.

## Trama
Amante di un pittore, una giovane, per salvarlo dalla fame accetta di sposare un uomo anziano e molto ricco che compera in cambio i suoi quadri. L'artista si guadagna così la fama ma, ignorando il sacrificio della ragazza, la snobba pubblicamente. Sul letto di morte il vecchio manda a chiamare l'artista e gli dice come ha costretto la ragazza a sposarlo. Quella confessione porta il pittore a ricredersi sul conto della giovane e si riconcilia con lei.

## Produzione
Il film fu prodotto dalla Reliance Film Company.

## Distribuzione
Distribuito dalla Motion Picture Distributors and Sales Company, il film - un cortometraggio in una bobina - uscì nelle sale cinematografiche degli Stati Uniti il 27 settembre 1911.